# Celatoria nigricans
Celatoria nigricans là một loài ruồi trong họ Tachinidae.